# NGC 5876
NGC 5876 is een balkspiraalstelsel in het sterrenbeeld Ossenhoeder. Het hemelobject werd op 11 juni 1885 ontdekt door de Amerikaanse astronoom Lewis A. Swift.

## Synoniemen
- IC 1111
- UGC 9747
- MCG 9-25-28
- ZWG 274.28
- PGC 54110